# 2009-es FIFA strandlabdarúgó-világbajnokság
A 2009-es FIFA strandlabdarúgó-világbajnokság a 15. világbajnokság a standfutball történetében. A vb-t, melyet 2009. november 16. és november 22. között rendezték meg az Egyesült Arab Emírségekben.

## Selejtezők
| Régió                                                  | Világbajnoki résztvevők                                        |
| ------------------------------------------------------ | -------------------------------------------------------------- |
| Európa (UEFA)                                          | Spanyolország · Oroszország · Svájc · Portugália · Olaszország |
| Dél-Amerika (CONMEBOL)                                 | Brazília · Uruguay · Argentína                                 |
| Észak-, és Közép-Amerika, és a Karib-térség (CONCACAF) | Salvador · Costa Rica                                          |
| Ázsia (AFC)                                            | Egyesült Arab Emírségek (rendező) · Bahrein · Japán            |
| Afrika (CAF)                                           | Nigéria · Elefántcsontpart                                     |
| Óceánia (OFC)                                          | Salamon-szigetek                                               |

## Eredmények
Az időpontok egyesült arab emírségekbeli időben (UTC+4) értendők.

### Csoportkör
| Jelmagyarázat                 |
| ----------------------------- |
| Továbbjutott a csoportkörből. |
| Kiesett a csoportkörből.      |

#### A csoport
| Csapat                  | M | Gy | Gy+ | V | Lg | Kg | Gk  | P |
| ----------------------- | - | -- | --- | - | -- | -- | --- | - |
| Uruguay                 | 3 | 2  | 0   | 1 | 12 | 8  | +4  | 6 |
| Portugália              | 3 | 2  | 0   | 1 | 14 | 8  | +6  | 6 |
| Egyesült Arab Emírségek | 3 | 1  | 0   | 2 | 12 | 12 | 0   | 3 |
| Salamon-szigetek        | 3 | 1  | 0   | 2 | 9  | 19 | -10 | 3 |

Mérkőzések
| 2009. november 16. 13:30 (UTC+4) |

| Uruguay                                                           | 6–7         | Salamon-szigetek                                     |
| ----------------------------------------------------------------- | ----------- | ---------------------------------------------------- |
| Ricar 3' (büntetőből), 32' Martin 10', 29' Pampero 29' Fabian 31' | Jegyzőkönyv | Laua 6', 15', 15' Hosea 8' Makaa 9' Wale 11' Omo 22' |

| Jumeirah beach (2-es pálya), Dubai Nézőszám: 150 Játékvezető: Fabio Polito (ITA) |

| 2009. november 16. 19:30 (UTC+4) |

| Egyesült Arab Emírségek                                                              | 5–7         | Portugália                                                                   |
| ------------------------------------------------------------------------------------ | ----------- | ---------------------------------------------------------------------------- |
| Al Mesaabi 1' Sadeqi 6' Alabadla 8' K. Albalooshi 25' (büntetőből) I. Albalooshi 28' | Jegyzőkönyv | Ze Maria 20' Belchior 24' (büntetőből) Madjer 27' 31' 33' Alan 27' Bilro 28' |

| Jumeirah beach, Dubai Nézőszám: 5 000 Játékvezető: Serdar Akcer (TUR) |

| 2009. november 17. 15:00 (UTC+4) |

| Portugália   | 1–2         | Uruguay     |
| ------------ | ----------- | ----------- |
| Belchior 18' | Jegyzőkönyv | Coco 7' 35' |

| Jumeirah beach, Dubai Nézőszám: 900 Játékvezető: Tasuku Onodera (JPN) |

| 2009. november 17. 19:30 (UTC+4) |

| Salamon-szigetek | 1–7         | Egyesült Arab Emírségek                                                                              |
| ---------------- | ----------- | --- |
| Hale 1'          | Jegyzőkönyv | K. Albalooshi 1' 6' I. Albalooshi 13' Alabadla 22' Rami AL Mesaabi 24' Qambar Sadeqi 30' Ranjbar 31' |

| Jumeirah beach, Dubai Nézőszám: 4 000 Játékvezető: Sylvain Palhies (FRA) |

| 2009. november 18. 16:30 (UTC+4) |

| Portugália                                                | 6–1         | Salamon-szigetek |
| --------------------------------------------------------- | ----------- | ---------------- |
| Madjer 1' 6' Ze Maria 10' Belchior 29' 32' Bruno Novo 36' | Jegyzőkönyv | Hosea 12'        |

| Jumeirah beach, Dubai Nézőszám: 2 000 Játékvezető: Afgan Hamzayev (AZE) |

| 2009. november 18. 19:30 (UTC+4) |

| Egyesült Arab Emírségek | 0–4         | Uruguay                             |
| ----------------------- | ----------- | ----------------------------------- |
|                         | Jegyzőkönyv | Ricar 2' 34' Pampero 10' Martin 28' |

| Jumeirah beach, Dubai Nézőszám: 6 000 Játékvezető: Alekszander Berezkin (RUS) |

#### B csoport
| Csapat           | M | Gy | Gy+ | V | Lg | Kg | Gk  | P |
| ---------------- | - | -- | --- | - | -- | -- | --- | - |
| Japán            | 3 | 2  | 1   | 0 | 15 | 9  | +6  | 8 |
| Spanyolország    | 3 | 2  | 0   | 1 | 21 | 14 | +7  | 6 |
| Elefántcsontpart | 3 | 1  | 0   | 2 | 15 | 18 | -3  | 3 |
| Salvador         | 3 | 0  | 0   | 3 | 11 | 21 | -10 | 0 |

Mérkőzések
| 2009. november 16. 15:00 (UTC+4) |

| Elefántcsontpart                              | 7–6         | Salvador                                                      |
| --------------------------------------------- | ----------- | ------------------------------------------------------------- |
| Enounou 1' 21' 26' 27' 36' Daniel 12' Aka 23' | Jegyzőkönyv | Hernandez 7' 29' Ruiz 7' (büntetőből) Torres 8' Velasquez 11' |

| Jumeirah beach, Dubai Nézőszám: 100 Játékvezető: Mészáros István (HUN) |

| 2009. november 16. 18:00 (UTC+4) |

| Spanyolország                                                 | 5–5 (h. u.)                    | Japán                                    |
| ------------------------------------------------------------- | ------------------------------ | ---------------------------------------- |
| Oda 7' (öngól) Juanma 18' Javier Torres 22' Nico 24' Wayo 39' | (büntetőkkel: 2–3) Jegyzőkönyv | Toma 14' Tabata 15' 26' Higa 16' Oda 38' |

| Jumeirah beach, Dubai Nézőszám: 3 800 Játékvezető: Javier Bentancor (URU) |

| 2009. november 17. 13:30 (UTC+4) |

| Japán                          | 3–2         | Elefántcsontpart     |
| ------------------------------ | ----------- | -------------------- |
| Makino 11' Toma 26' Tabata 32' | Jegyzőkönyv | Aka 10' Ouattara 17' |

| Jumeirah beach, Dubai Nézőszám: 200 Játékvezető: Sergejus Slyva (LTU) |

| 2009. november 17. 16:30 (UTC+4) |

| Salvador              | 3–7         | Spanyolország                                                                           |
| --------------------- | ----------- | --------------------------------------------------------------------------------------- |
| Ruiz 7' 14' Garay 22' | Jegyzőkönyv | Amarelle 7' Javier Torres 14' 31' Nico 15' Cristian Torres 22' Wayo 26' Javi Millos 34' |

| Jumeirah beach, Dubai Nézőszám: 1 500 Játékvezető: Juan Rodríguez (ARG) |

| 2009. november 18. 13:30 (UTC+4) |

| Spanyolország                                                                                        | 9–6         | Elefántcsontpart                                  |
| --- | ----------- | ------------------------------------------------- |
| Wayo 3' Amarelle 11' 14' Kuman 17' Juanma 17' 28' Cristian Torres 19' Coulibaly 25' (öngól) Nico 28' | Jegyzőkönyv | Kabletchi 4' 25' Diomande 10' Enounou 10' 17' 36' |

| Jumeirah beach, Dubai Nézőszám: 600 Játékvezető: Rene de la Rosa (CHI) |

| 2009. november 18. 15:00 (UTC+4) |

| Japán                                                                            | 7–2         | Salvador                 |
| -------------------------------------------------------------------------------- | ----------- | ------------------------ |
| Kawaharazuka 4' Toma 6' Maezono 7' 13' Makino 8' Oda 22' (büntetőből) Tabata 27' | Jegyzőkönyv | Hernandez 22' Torres 36' |

| Jumeirah beach (2-es pálya), Dubai Nézőszám: 300 Játékvezető: Abbas Alshammari (KUW) |

#### C csoport
| Csapat      | M | Gy | Gy+ | V | Lg | Kg | Gk  | P |
| ----------- | - | -- | --- | - | -- | -- | --- | - |
| Oroszország | 3 | 2  | 0   | 1 | 11 | 5  | +6  | 6 |
| Olaszország | 3 | 1  | 1   | 1 | 7  | 6  | +1  | 5 |
| Argentína   | 3 | 1  | 1   | 1 | 11 | 6  | +5  | 5 |
| Costa Rica  | 3 | 0  | 0   | 3 | 2  | 14 | -12 | 0 |

Mérkőzések
| 2009. november 16. 15:00 (UTC+4) |

| Argentína                     | 2–3 (h. u.) | Olaszország                              |
| ----------------------------- | ----------- | ---------------------------------------- |
| E. Hilaire 15' S. Hilaire 20' | Jegyzőkönyv | Palmacci 19' Pasquali 25' Carotenuto 37' |

| Jumeirah beach, Dubai Nézőszám: 2 500 Játékvezető: Faisal Sallam (UAE) |

| 2009. november 16. 16:30 (UTC+4) |

| Oroszország                                                                       | 5–1         | Costa Rica               |
| --------------------------------------------------------------------------------- | ----------- | ------------------------ |
| Krasheninnikov 6' (büntetőből) Shkarin 10' Leonov 13' Shishin 17' Shakhmelyan 18' | Jegyzőkönyv | Cameron 29' (büntetőből) |

| Jumeirah beach, Dubai Nézőszám: 2 500 Játékvezető: Rene de la Rosa (CHI) |

| 2009. november 17. 13:30 (UTC+4) |

| Costa Rica | 0–6         | Argentína                                                    |
| ---------- | ----------- | ------------------------------------------------------------ |
|            | Jegyzőkönyv | F. Hilaire 14' 28' E. Hilaire 15' Dallera 19' 36' Minici 30' |

| Jumeirah beach, Dubai Nézőszám: 550 Játékvezető: Abbas Alshammari (UAE) |

| 2009. november 17. 18:00 (UTC+4) |

| Olaszország | 1–3         | Oroszország                                    |
| ----------- | ----------- | ---------------------------------------------- |
| Palmacci 2' | Jegyzőkönyv | Leonov 25' Shkarin 28' Yuri Krasheninnikov 28' |

| Jumeirah beach, Dubai Nézőszám: 3 000 Játékvezető: Ruben Eiriz (SPA) |

| 2009. november 18. 15:00 (UTC+4) |

| Costa Rica  | 1–3         | Olaszország                                       |
| ----------- | ----------- | ------------------------------------------------- |
| Sterling 9' | Jegyzőkönyv | Feudi 8' Carotenuto 10' (büntetőből) Palmacci 35' |

| Jumeirah beach (2-es pálya), Dubai Nézőszám: 200 Játékvezető: Mészáros István (HUN) |

| 2009. november 18. 15:00 (UTC+4) |

| Oroszország                   | 3–3 (h. u.)                    | Argentína                           |
| ----------------------------- | ------------------------------ | ----------------------------------- |
| Szajkov 3' 13' Shakhmelyan 5' | (büntetőkkel: 3–4) Jegyzőkönyv | Franceschini 13' F. Hilaire 26' 36' |

| Jumeirah beach, Dubai Nézőszám: 2 500 Játékvezető: Serdar Akcer (TUR) |

#### D csoport
| Csapat   | M | Gy | Gy+ | V | Lg | Kg | Gk  | P |
| -------- | - | -- | --- | - | -- | -- | --- | - |
| Brazília | 3 | 3  | 0   | 0 | 23 | 8  | +15 | 9 |
| Svájc    | 3 | 2  | 0   | 1 | 15 | 11 | +4  | 6 |
| Nigéria  | 3 | 1  | 0   | 2 | 16 | 21 | -5  | 0 |
| Bahrein  | 3 | 0  | 0   | 3 | 9  | 23 | -14 | 0 |

Mérkőzések
| 2009. november 16. 13:30 (UTC+4) |

| Svájc                                                          | 6–5         | Bahrein                                               |
| -------------------------------------------------------------- | ----------- | ----------------------------------------------------- |
| Stankovic 7' 32' Schirinzi 11' Spaccarotella 12' 35' Jäggy 34' | Jegyzőkönyv | Salem 2' (büntetőből) 16' 34' Abdulla 17' Mubarak 27' |

| Jumeirah beach, Dubai Nézőszám: 2 000 Játékvezető: Erick Chavarria (CRC) |

| 2009. november 16. 21:00 (UTC+4) |

| Brazília                                                                                 | 11–5        | Nigéria                                 |
| ---------------------------------------------------------------------------------------- | ----------- | --------------------------------------- |
| Sidney 1' 23' Bueno 2' Benjamin 7' André 9' Daniel 12' 26' Bruno 15' 26' 27' Betinho 28' | Jegyzőkönyv | Olawale 1' 30' Tale 5' 30' Ibenegbu 35' |

| Jumeirah beach, Dubai Nézőszám: 2 500 Játékvezető: Petro Ivanov (UKR) |

| 2009. november 17. 15:00 (UTC+4) |

| Nigéria             | 2–7         | Svájc                                                 |
| ------------------- | ----------- | ----------------------------------------------------- |
| Olawale 14' Abu 17' | Jegyzőkönyv | Spaccarotella 1' Stankovic 1' 7' 14' 16' Jaeggy 3' 7' |

| Jumeirah beach, Dubai Nézőszám: 350 Játékvezető: Rene de la Rosa (CHI) |

| 2009. november 17. 21:00 (UTC+4) |

| Bahrein       | 1–8         | Brazília                                                                       |
| ------------- | ----------- | ------------------------------------------------------------------------------ |
| Almughawi 36' | Jegyzőkönyv | Buru 1' 3' 4' 29' Bruno 10' Daniel Souza 22' (büntetőből) Andre 31' Daniel 36' |

| Jumeirah beach, Dubai Nézőszám: 4 000 Játékvezető: Alexander Berezkin (RUS) |

| 2009. november 18. 18:00 (UTC+4) |

| Nigéria                                                                                   | 9–3         | Bahrein                   |
| ----------------------------------------------------------------------------------------- | ----------- | ------------------------- |
| Ezimorah 4' Tale 8' Agu 8' 9' Bartholomew Ibenegbu 12' 21' Abu 16' Usman 30' Okemmiri 34' | Jegyzőkönyv | Salem 6' 35' Aldoseri 22' |

| Jumeirah beach, Dubai Nézőszám: 3 500 Játékvezető: Geng Zhiwei (CHN) |

| 2009. november 18. 21:00 (UTC+4) |

| Brazília                                          | 4–2         | Svájc            |
| ------------------------------------------------- | ----------- | ---------------- |
| Benjamin 10' 31' (büntetőből) Andre 29' Bruno 35' | Jegyzőkönyv | Stankovic 1' 26' |

| Jumeirah beach, Dubai Nézőszám: 6 000 Játékvezető: Faisal Sallam (UAE) |

### Egyenes kieséses szakasz
|  |               |               |              |              |    |            |              |              |               |               |               |       |       |
|  | Negyeddöntők  | Negyeddöntők  | Negyeddöntők |              |    | Elődöntők  | Elődöntők    | Elődöntők    |               |               | Döntő         | Döntő | Döntő |
|  | Negyeddöntők  | Negyeddöntők  | Negyeddöntők |              |    | Elődöntők  | Elődöntők    | Elődöntők    |               |               | Döntő         | Döntő | Döntő |
|  | november 20.  |               |              |              |    |            |              |              |               |               |               |       |       |
|  |               |               |              |              |    |            |              |              |               |               |               |       |       |
|  | Uruguay       | Uruguay       | 3            |              |    |            |              |              |               |               |               |       |       |
|  | Uruguay       | Uruguay       | 3            | november 21. |    |            |              |              |               |               |               |       |       |
|  | Spanyolország | Spanyolország | 2            |              |    |            |              |              |               |               |               |       |       |
|  | Spanyolország | Spanyolország | 2            |              |    | Uruguay    | Uruguay      | 4            |               |               |               |       |       |
|  | november 20.  |               |              |              |    | Uruguay    | Uruguay      | 4            |               |               |               |       |       |
|  |               |               | Svájc        | Svájc        | 7  |            |              |              |               |               |               |       |       |
|  | Oroszország   | Oroszország   | Svájc        | Svájc        | 7  | 2          |              |              |               |               |               |       |       |
|  | Oroszország   | Oroszország   |              |              |    | 2          | november 22. |              |               |               |               |       |       |
|  | Svájc         | Svájc         | 4            |              |    |            |              |              |               |               |               |       |       |
|  | Svájc         | Svájc         | 4            |              |    | Svájc      | Svájc        | 5            |               |               |               |       |       |
|  | november 20.  |               |              |              |    | Svájc      | Svájc        | 5            |               |               |               |       |       |
|  |               |               | Brazília     | Brazília     | 10 |            |              |              |               |               |               |       |       |
|  | Japán         | Japán         | Brazília     | Brazília     | 10 | 1          |              |              |               |               |               |       |       |
|  | Japán         | Japán         | november 21. |              |    | 1          |              |              |               |               |               |       |       |
|  | Portugália    | Portugália    | 2            |              |    |            |              |              |               |               |               |       |       |
|  | Portugália    | Portugália    | 2            |              |    | Portugália | Portugália   | 2            | Bronzmérkőzés | Bronzmérkőzés | Bronzmérkőzés |       |       |
|  | november 20.  |               |              |              |    | Portugália | Portugália   | 2            | Bronzmérkőzés | Bronzmérkőzés | Bronzmérkőzés |       |       |
|  |               |               | Brazília     | Brazília     | 8  |            |              | november 22. | november 22.  | november 22.  |               |       |       |
|  | Brazília      | Brazília      | Brazília     | Brazília     | 8  | 6          |              | november 22. | november 22.  | november 22.  |               |       |       |
|  | Brazília      | Brazília      |              |              |    |            |              | Uruguay      | Uruguay       | 7             |               |       |       |
|  | Olaszország   | Olaszország   | 4            |              |    |            |              | Uruguay      | Uruguay       | 7             |               |       |       |
|  | Olaszország   | Olaszország   | 4            |              |    | Portugália | Portugália   | 14           |               |               |               |       |       |
|  |               |               |              |              |    | Portugália | Portugália   | 14           |               |               |               |       |       |

#### Negyeddöntők
| 2009. november 20. 16:30 (UTC+4) |

| Japán      | 1–2         | Portugália              |
| ---------- | ----------- | ----------------------- |
| Uehara 26' | Jegyzőkönyv | Madjer 17' Belchior 36' |

| Jumeirah beach, Dubai Nézőszám: 5 000 Játékvezető: Javier Bentancor (URU) |

| 2009. november 20. 18:00 (UTC+4) |

| Oroszország             | 2–4         | Svájc                          |
| ----------------------- | ----------- | ------------------------------ |
| Makarov 13' Shishin 23' | Jegyzőkönyv | Stankovic 4' 13' 24' Meier 33' |

| Jumeirah beach, Dubai Nézőszám: 6 000 Játékvezető: Ivo De Moraes (BRA) |

| 2009. november 20. 19:30 (UTC+4) |

| Brazília                                       | 6–4         | Olaszország                           |
| ---------------------------------------------- | ----------- | ------------------------------------- |
| Sidney 6' Andre 11' 17' 31' Bruno 25' Buru 36' | Jegyzőkönyv | Pasquali 17' 26' (büntetőből) 26' 31' |

| Jumeirah beach, Dubai Nézőszám: 6 000 Játékvezető: Ruben Eiriz (SPA) |

| 2009. november 20. 21:00 (UTC+4) |

| Uruguay                               | 3–2 (h. u.) | Spanyolország                    |
| ------------------------------------- | ----------- | -------------------------------- |
| Martin 18' Ricar 27' (büntetőből) 37' | Jegyzőkönyv | Amarelle 28' Cristian Torres 32' |

| Jumeirah beach, Dubai Nézőszám: 6 000 Játékvezető: Tasukus Onodera (JPN) |

#### Elődöntők
| 2009. november 21. 19:30 (UTC+4) |

| Portugália         | 2–8         | Brazília                                                                                      |
| ------------------ | ----------- | --------------------------------------------------------------------------------------------- |
| Bilro 13' Alan 34' | Jegyzőkönyv | Sidney 6' Benjamin 8' Bruno 12' Daniel 19' (büntetőből) Betinho 24' Buru 26' Daniel Souza 34' |

| Jumeirah beach, Dubai Nézőszám: 6 000 Játékvezető: Tasuku Onodera (JPN) |

| 2009. november 21. 21:00 (UTC+4) |

| Svájc                                                            | 7–4         | Uruguay                                         |
| ---------------------------------------------------------------- | ----------- | ----------------------------------------------- |
| Stankovic 3' 12' 26' 29' Spaccarotella 20' Leu 30' Rodrigues 36' | Jegyzőkönyv | Martin 24' 31' (büntetőből) Coco 27' Matias 36' |

| Jumeirah beach, Dubai Nézőszám: 5 000 Játékvezető: Sergejus Slyva (LTU) |

#### Bronzmérkőzés
| 2009. november 22. 19:30 (UTC+4) |

| Uruguay                                                                                   | 7–14        | Portugália |
| ----------------------------------------------------------------------------------------- | ----------- | --- |
| Coco 6' Pampero 13' Matias 18' Alan 22' (öngól) Ricar 24' Fabian 26' (büntetőből) Oli 32' | Jegyzőkönyv | Torres 3' 5' 26' Madjer 6' 13' 22' 24' 30' 36' Jose Maria 11' (büntetőből) 21' Miguel 16' (öngól) Coimbra 20' |

| Jumeirah beach, Dubai Nézőszám: 6 000 Játékvezető: Faisal Sallam (UAE) |

#### Döntő
| 2009. november 22. 21:00 (UTC+4) |

| Svájc                                                         | 5–10        | Brazília                                                                                          |
| ------------------------------------------------------------- | ----------- | ------------------------------------------------------------------------------------------------- |
| Jaeggy 9' Meier 30' Rodrigues 31' Schirinzi 34' Stanković 36' | Jegyzőkönyv | André 6' 23' Betinho 8' 23' Buru 8' 15' Daniel 12' Benjamin 17' Sidney 31' (büntetőből) Bueno 36' |

| Jumeirah beach, Dubai Nézőszám: 6 000 Játékvezető: Ruben Eiriz (ESP) |

### Díjak
| A 2009-es strandlabdarúgó-világbajnokság győztese |
| ------------------------------------------------- |
| BRAZÍLIA 13. cím                                  |

| Aranylabda          | Ezüstlabda  | Bronzlabda  |
| ------------------- | ----------- | ----------- |
| Dejan Stankovic     | Madjer      | Benjamin    |
| "Aranycipő"         | "Ezüstcipő" | "Bronzcipő" |
| Dejan Stankovic     | Madjer      | Buru        |
| 16 gól              | 13 gól      | 7 gól       |
| Aranykesztyű        |             |             |
| Mao                 |             |             |
| FIFA Fair Play Díj  |             |             |
| Japán · Oroszország |             |             |

## Gólszerzők
| 16 gólos - Dejan Stankovic 13 gólos - Madjer 8 gólos - Ludovic Ehounou - André 7 gólos - Buru 6 gólos - Bruno - Ricar 5 gólos - Rashed Salem - Belchior - Roberto Pasquali 4 gólos - Federico Hilaire - Benjamin - Daniel - Sidney - Teruki Tabata - Martin - Amarelle - Moritz Jäggy 3 gólos - Bartholomew Ibenegbu - Paolo Palmacci - Masahito Toma - Isiaka Olawale - Victor Tale - Tomas Hernandez - Ruiz - Robert Laua - Sandro Spaccarotella - Nico - Javier Torres - Juanma - Wayo - Karim Albalooshi | 2 gólos - Augustin Dallera - Ezequiel Hilaire - Frederic Aka - Frank Velasquez - Azeez Abu - Gabriel Agu - Victor Tale - Ze Maria - Alan - Yury Krasheninnikov - Ilya Leonov - Dmitry Shishin - Anton Shkarin - Coco - Pampero - Bakhit Alabadla - IBrazíliahim Albalooshi - Rami Al Mesaabi - Qambar Sadeqi - Christian Torres 1 gólos - Santiago Hilaire - Facundo Minici - EBrazíliahim Abdulla - Ayoob Mubarak - Betinho - Bueno - Daniel Souza - Delbert Cameron - Kouassitchi Daniel - Bassiriki Ouattara - Augustin Ruiz - Walter Torres - Garay | 1 gólos (folytatás) - Pasquale Carotenuto - Rikarudo Higa - Hirofumi Oda - Shinji Makino - Bruno Novo - Bilro - Rustam Shakhmelyan - Gibson Hosea - Muri Makaa - Omo - Timothy Wale - Hale - Juanma - Javi Millos - Angelo Schirinzi - Ranjbar - Fabian - Uehara - Makarov - Meier Öngólos - Hirofumi Oda (Spanyolország ellen) - Alan (Uruguay ellen) - Miguel (Portugália ellen) - Coulibaly (Spanyolország ellen) |

## Külső hivatkozások
- FIFA.com (angolul)